# Indoerythrops typicus
Indoerythrops typicus är en kräftdjursart som beskrevs av Panampunnayil 1998. Indoerythrops typicus ingår i släktet Indoerythrops och familjen Mysidae. Inga underarter finns listade i Catalogue of Life.